# Ресорне підвішування
Ресорне підвішування — система пружних механічних елементів, призначена для регулювання коливань кузова транспортного засобу та пом'якшення ударних навантажень. До складу системи ресорного підвішування входять: ресори, гасителі коливань (демпфери), пристрої для кріплення ресор і демпферів, пристрої для передачі навантажень від кузова на ходову частину, а також гальмівних і тягових зусиль.